# 여생청다지교
《여생청다지교 : 사랑의 서약》(余生，请多指教)은 2022년 방송되었던 중국의 드라마이다.

## 줄거리
- 첼리스트를 꿈꾸는 대학생 린즈샤오는 아버지의 위암 수술을 계기로 의사 구웨이와 인연을 맺게 된다. 구웨이는 밝고 긍정적인 린즈샤오에게 점차 마음이 끌리고, 린즈샤오 역시 냉정해 보이지만 마음은 따뜻한 구웨이에게 호감을 느낀다. 마침내 서로에 대한 감정을 확인한 두 사람은 각자의 고민과 트라우마, 가족과의 갈등을 함께 극복하고 미래를 약속하는데...

## 등장 인물
- 양쯔 - 린즈샤오 역
- 샤오잔 - 구웨이 역
- 자이쯔루 - 구샤오 역
- 마유첩 (马渝捷) - 가오시 역
- 이목심 (Daisy) - 삼삼 역
- 이윤애 (李昀锐) - 샤오장 역
- 조사의 (赵诗意) - 인시 역
- 장욱기 (章煜奇) - 진시 역
- 양샤오란 (杨潇然) - 천샤오웨이 역
- 하지경 (夏志卿) - 린지궈 역
- 하오원팅 - 리하오쥐엔 역
- 엽소위 (叶筱玮) - 샤오딩 역
- 왕성양 (王成阳) - 두윈쥔 역
- 두상우 (杜双宇) - 옌빙쥔 역
- 채강 (蔡纲) - 가오보양 역
- 강서림 (Ruilin Jiang) - 치우치우 역